# Косцелецкая, Беата
Беата Косцелецкая (1515—1576) — внебрачная дочь короля польского и великого князя литовского Сигизмунда I Старого от связи с Катажиной Тельничанкой.

## Биография
Официально Беата считалась единственной дочерью подскарбия великого коронного Анджея Косцелецкого (1455—1515) и его жены Катажины Тельничанки (после 1480—1528). Катажина Тельничанка длительное время являлась любовницей принца (затем короля польского и великого князя литовского) Сигизмунда Старого и родила ему трёх детей. В 1510 году Катажина Тельничанка была выдана замуж за великого подскарбия коронного Анджея Косцелецкого. Беата Косцелецкая родилась после смерти своего официального отца, выросла и воспитывалась при дворе королевы Боны Сфорца, второй супруги Сигизмунда Старого.
Беата Косцелецкая, проживая при королевском дворе, познакомилась с молодым западнорусским магнатом, князем Ильей Константиновичем Острожским (1510—1539), старостой брацлавским, винницким и звенигородским. 3 февраля 1539 года в королевском замке в Кракове состоялась бракосочетание Ильи Острожского и Беаты Косцелецкой. На свадьбе присутствовал сам польский король Сигизмунд Старый. Однако первый брак Беаты длился недолго. 19 августа того же 1539 года богатый магнат Илья Константинович Острожский скончался. Перед смертью он оставил завещание, в котором признавал ещё не родившегося ребёнка своим единственным наследником. 19 ноября 1539 года после смерти Ильи Беата родила дочь, которую назвала Эльжбета (Гальша). Её официальными опекунами стали князья Фёдор Сангушко и Константин-Василий Острожский (дядя), король Сигизмунд Старый и его жена Бона Сфорца.
Эльжбета и её мать Беата получили во владение половину Острожского княжества, а другую половину унаследовал князь Константин Острожский (дядя и опекун Эльжбеты). Сразу же после рождения Эльжбеты началась многочисленные споры из-за наследства между её матерью Беатой Косцелецкой и её дядей Константином Острожским. В 1542 году королевская комиссия разделила имущество Ильи Острожского между его вдовой Беатой и её трехлетней дочерью Эльжбетой. Эльжбета Острожская получила города Полонное, Кропилов и Чуднов с прилегающими селами, а её мать — Острог, родовое гнездо князей Острожских. Однако из-за малолетства Эльжбеты её владениями управляла мать Беата Косцелецкая. Она выросла в абсолютном послушании и в полной зависимости от своей матери.
Беата Косцелецкая выступала против браков своей дочери Эльжбеты Острожской с князем Дмитрием Сангушко и Лукашем Гуркой. Дмитрий Сангушко в 1553 году при поддержке князя Константина Острожского захватил Острог и женился на Эльжбете Острожской. Польский король Сигизмунд Август отказался признать их брак законным, лишил князя Дмитрия Сангушко должностей, владений и приговорил его к изгнанию. В начале 1554 года молодожены тайно пытались бежать в Чехию, но были настигнуты погоней. Князь Дмитрий Сангушко был убит, а его жена Эльжбета отправлена в Польшу, где она воссоединилась с матерью.
В 1559 году польский король Сигизмунд Август, несмотря на протесты Беаты Косцелецкой, выдал в вавельском замке замуж Эльжбету Острожскую за великопольского магната Лукаша Гурку. В том же году Беата и Эльжбета бежали из Кракова во Львов, где укрылись в доминиканском монастыре. Вскоре Лукаш Гурка со своим войском прибыл во Львов и осадил монастырь. Во время осады в монастырь под видом нищего проник князь Семён Юрьевич Слуцкий, который с согласия Беаты женился на её дочери Эльжбете. Беата Косцелецкая подписала завещание в пользу князя Семёна Слуцкого и передала ему во владение все свои имения, чтобы их не захватил Лукаш Гурка. Сигизмунд Август отказался признать законным новый брак Эльжбеты и потребовал вернуть княгиню её законному мужу Лукашу Гурке. После капитуляции монастыря Лукаш Гурка забрал свою жену и увёз её в свой родовой замок Шамотулы в Великой Польше. Беата Косцелецкая в течение многих лет безуспешно судилась с воеводой ленчицким Лукашем Гуркой.
Устав от продолжительной борьбы, Беата Косцелецкая стала искать себе защитника и в 1564 году вышла замуж за воеводу серадзского Альбрехта Лаского. Альбрехт Лаский, известный авантюрист, которому всегда нужны были деньги. Муж был старше жены на 21 год. Сразу же после свадьбы Альбрехт Лаский увёз Беату Косцелецкую в словацкий замок Кежмарок, где заставил её переписать всё своё имущество на себя. Альбрет Лаский заключил свою новую жену в замке, где она провела восемь лет, находясь в строгой изоляции и не имея никаких контактов с внешним миром. Беата Косцелецкая безуспешно обращалась за помощью к польскому королю, германскому императору и дружественным ей магнатам. Только в 1573 году германский император поручил старосте Верхней Венгрии Ройбнеру расследовать дело Беаты. Во время расследования выяснилось, что воевода серадзский Альбрехт Лаский, будучи женатым на Беате Косцелецкой, незаконно женился на француженке Сабине де Сов. В своём письме к императору Беата умоляла его об освобождении, обещая отказаться от претензий на своё имущество. Однако из-за бескоролевья в Польше в 1573 году и полезности Альбрехта Лаского для императорского двора судебное дело не было завершено. Альбрехт Лаский продолжал удерживать свою жену в заключении, несмотря на то, что она обещала отказаться от всех претензий на свои владения в пользу супруга. В 1576 году, несмотря на несогласие Альбрехта Лаского, Беата Косцелецкая была вывезена Ройбнером из Кежмарка в Кошице, где, однако, продолжала оставаться под стражей. В июле того же 1576 года Беата скончалась, проведя в заключении одиннадцать лет. Её похоронили в замке Кежмарок.